# 대한민국 형법 제227조
대한민국 형법 제227조는 허위공문서작성등에 대한 형법각칙의 조문이다. 외국인이 한국 밖에서 이 범죄를 저지르더라도 예외적으로 처벌하고 있다

## 조문
제227조(허위공문서작성등) 공무원이 행사할 목적으로 그 직무에 관하여 문서 또는 도화를 허위로 작성하거나 변개한 때에는 7년 이하의 징역 또는 2천만원 이하의 벌금에 처한다.

第227條(虛僞公文書作成등) 公務員이 행사할 目的으로 그 職務에 관하여 文書 또는 圖畵를 허위로 작성하거나 變改한 때에는 7年 이하의 懲役 또는 2千萬원 이하의 罰金에 處한다.

## 판례
- 공무원이 아닌 자가 허위공문서작성죄의 간접정범이나 공동정범이 될 수 있다[2]
- 처벌법규의 개정으로 형법상 뇌물 관련 범죄에서만 공무원으로 의제되는 영상물등급위원회 임직원은 허위공문서작성죄 및 동행사죄의 주체가 아니다[3]
- 공문서의 작성권한이 있는 공무원의 직무를 보좌하는 자가 그 직위를 이용하여 행사할 목적으로 허위의 내용이 기재된 문서 초안을 그 정을 모르는 상사에게 제출하여 결재하도록 하는 등의 방법으로 작성권한이 있는 공무원으로 하여금 허위의 공문서를 작성하게 한 경우에는 간접정범이 성립되고 이와 공모한 자 역시 그 간접정범의 공범으로서의 죄책을 면할 수 없는 것이고, 여기서 말하는 공범은 반드시 공무원의 신분이 있는 자로 한정되는 것은 아니라고 할 것이다[4]

## 같이 보기
- 신분범
- 허위공문서작성죄